# São Miguel do Pinheiro
Pour les articles homonymes, voir São Miguel et Pinheiro.
São Miguel do Pinheiro est une ancienne paroisse civile portugaise (en portugais : freguesia) de la municipalité de Mértola dans le district de Beja.
La loi no 11-A/2013 du 28 janvier 2013, portant réorganisation administrative du territoire des freguesias, fusionne São Miguel do Pinheiro avec les paroisses voisines de São Pedro de Solis et São Sebastião dos Carros pour former l’União das freguesias de São Miguel do Pinheiro, São Pedro de Solis e São Sebastião dos Carros (dont le siège est à São Miguel do Pinheiro).